# Letijo žerjavi
Letijo žerjavi (rusko Летят журавли) je sovjetski romantično-dramski vojni film iz leta 1957 o drugi svetovni vojni. Prikazuje krutost vojne in povzročeno škodo na psihi sovjetov zaradi druge svetovne vojne oz. kot jo imenujejo sami velike domoljubne vojne. Režiral ga je Mihail Kalatozov po scenariju Viktorja Rozova in temelji na njegovi lastni drami. Film je posnel studio Mosfilm, v glavnih vlogah nastopajo Tatjana Samojlova, Aleksej Batalov, Vasilij Merkurjev in Aleksander Švorin. Zgodba prikazuje Veroniko (Samojlova), ki načrtuje zmenek s svojim ljubimcem Borisom (Batalov) na rečnem bregu. Kmalu za tem pa je on vpoklican v Rdečo armado za boj v drugi svetovni vojni po bliskovitem napadu Tretjega rajha na Sovjetsko zvezo, v boju je ubit, toda družini in prijateljem sporočijo, da je le pogrešan.
Film je bil premierno prikazan 12. oktobra 1957. Naletel je na dobre ocene kritikov ter dosegel dobro gledanost v kinematografih, v sovjetskih so prodali 28,3 milijona vstopnic, v francoskih pa 5,4 milijona. Na Filmskem festivalu v Cannesu je kot prvi sovjetski film osvojil glavno nagrado zlata palma. Kritiki so pohvalili produkcijo filma, posebej fotografijo, igro, režijo in montažo. Filmski učenjak Josephine Woll je glavni lik Veronike označil za ključnega pri oblikovanju post-stalinističnih sovjetskih filmov z večdimenzionalnimi junakinjami in preusmeritvijo iz same vojne na njene posledice za običajne ljudi.

## Vloge
- Tatjana Samojlova kot Veronika
- Aleksej Batalov kot Boris
- Vasilij Merkurjev kot Fjodor Ivanovič
- Aleksander Švorin kot Mark
- Svetlana Haritonova kot Irina
- Konstantin Nikitin kot Volodja
- Valentin Zubkov kot Stepan
- Antonina Bogdanova kot babica
- Boris Kokovkin kot Tjernov
- Jekaterina Kuprijanova kot Ann Mihajlovna